# La moral cristiana
La moral cristiana (en inglés: Christian Morals) es una obra de prosa escrita por el médico Sir Thomas Browne, probablemente en la década de 1670, y publicada póstumamente en 1716. La obra presenta una meditación, exposición y glosa de los valores cristianos y es un ejemplo brillante del estilo vigoroso y refinado de la prosa de Browne. En 1756, el doctor Samuel Johnson editó la obra y añadió un prefacio que incluye una biografía de Browne.

## Contenido
La moral cristiana está dividida en tres secciones, cada una compuesta de párrafos numerados que se sostienen como textos independientes, dotados de una imaginería única y sorprendente sobre óptica, perspectiva y apariencia. Es una obra que refleja toda una vida de estudio y comprensión de la condición humana. En términos psicológicos, el último trabajo importante de Browne puede considerarse tanto un consejo para alcanzar la individuación y la autorrealización como una guía de virtud cristiana.

## Estilo barroco
Desde el punto de vista estilístico, la obra es representativa de algunos de los mejores y peores excesos del estilo barroco de Browne, a veces laberíntico y complejo, caracterizado por la construcción de oraciones con paralelismos. Su estilo explora temas profundos con una prosa adornada y meticulosa, mostrando la complejidad del pensamiento religioso y moral en la Inglaterra del siglo XVII.

## Edición de Samuel Johnson
En 1756, Samuel Johnson editó La moral cristiana y le añadió un prefacio biográfico sobre Browne, quien fue una gran influencia en su propio estilo de prosa. Johnson emuló aspectos de la prosa tardía de Browne en sus propios escritos, integrando su distintivo uso de la ironía y el paralelismo.